# Järvträsket (Arvidsjaurs socken, Lappland)
För andra betydelser, se Järvträsk (olika betydelser).
Järvträsket  (umesamiska; Jiärvasjávrrie) är en sjö i Arvidsjaurs kommun i Lappland och ingår i Skellefteälvens huvudavrinningsområde. Sjön har en area på 2,24 kvadratkilometer och ligger 322 meter över havet. Sjön avvattnas av vattendraget Järvsbäcken.

## Delavrinningsområde
Järvträsket ingår i det delavrinningsområde (723836-167141) som SMHI kallar för Utloppet av Järvträsket. Medelhöjden är 373 meter över havet och ytan är 18,41 kvadratkilometer. Det finns inga avrinningsområden uppströms utan avrinningsområdet är högsta punkten. Järvsbäcken som avvattnar avrinningsområdet har biflödesordning 2, vilket innebär att vattnet flödar genom totalt 2 vattendrag innan det når havet efter 135 kilometer. Avrinningsområdet består mestadels av skog (75 procent). Avrinningsområdet har 2,23 kvadratkilometer vattenytor vilket ger det en sjöprocent på 12,1 procent.